# Tour de Catalogne 1946
Le Tour de Catalogne 1946 est la 26e édition du Tour de Catalogne, une course cycliste par étapes en Espagne. L’épreuve se déroule sur 9 étapes entre le 8 et le 15 septembre 1946, sur un total de 1 397 km. Le vainqueur final est l'Espagnol Julián Berrendero. Il devance Gottfried Weilenmann et Bernardo Capó.

## Étapes
| Étape | Date         | Parcours              | km    | Vainqueur d’étape       | Leader du classement général |
| ----- | ------------ | --------------------- | ----- | ----------------------- | ---------------------------- |
| 1er   | 8 septembre  | Montjuïc - Montjuïc   | 46,0  | Ignacio Orbaiceta (ESP) | Ignacio Orbaiceta (ESP)      |
| 2e    | 8 septembre  | Barcelone - Sabadell  | 96,0  | Miguel Gual (ESP)       | Miguel Gual (ESP)            |
| 3e    | 9 septembre  | Sabadell - Figueres   | 162,0 | Huub Sijen (NED)        | Miguel Gual (ESP)            |
| 4e    | 10 septembre | Figueres - Puigcerdà  | 141,0 | Julián Berrendero (ESP) | Julián Berrendero (ESP)      |
| 5e    | 11 septembre | Puigcerdà - Manresa   | 205,0 | Miguel Gual (ESP)       | Julián Berrendero (ESP)      |
| 6e    | 12 septembre | Manresa - Lleida      | 212,0 | Ignacio Orbaiceta (ESP) | Julián Berrendero (ESP)      |
| 7e    | 13 septembre | Lleida - Tortosa      | 203,0 | Pietro Tarchini (SUI)   | Julián Berrendero (ESP)      |
| 8e    | 14 septembre | Tortosa - Tarragone   | 242,0 | Bernardo Ruiz (ESP)     | Julián Berrendero (ESP)      |
| 9e    | 15 septembre | Tarragone - Barcelone | 148,0 | Pietro Tarchini (SUI)   | Julián Berrendero (ESP)      |

### Étape 1 Barcelone - Barcelone.48,0km
|   | Cycliste          | Équipe     | Temps           |
| - | ----------------- | ---------- | --------------- |
| 1 | Ignacio Orbaiceta | UE Sants   | 1 h 15 min 32 s |
| 2 | Pietro Tarchini   | DDT Geigy  | m.t.            |
| 3 | Bim Diederich     | Ovomaltina | m.t.            |

|   | Cycliste          | Équipe     | Temps           |
| - | ----------------- | ---------- | --------------- |
| 1 | Ignacio Orbaiceta | UE Sants   | 1 h 15 min 32 s |
| 2 | Pietro Tarchini   | DDT Geigy  | m.t.            |
| 3 | Bim Diederich     | Ovomaltina | m.t.            |

### Étape 2. Barcelone - Sabadell.96,0km
|   | Cycliste             | Équipe     | Temps           |
| - | -------------------- | ---------- | --------------- |
| 1 | Miguel Gual          | UE Sants   | 3 h 01 min 00 s |
| 2 | Joaquim Olmos        | Penya Rhin | m.t.            |
| 3 | Gottfried Weilenmann | DDT Geigy  | + 2 min 55 s    |

|   | Cycliste             | Équipe     | Temps           |
| - | -------------------- | ---------- | --------------- |
| 1 | Miguel Gual          | UE Sants   | 3 h 01 min 00 s |
| 2 | Joaquim Olmos        | Penya Rhin | m.t.            |
| 3 | Gottfried Weilenmann | DDT Geigy  | + 2 min 55 s    |

### Étape 3. Sabadell - Figueres.162,0km
|   | Cycliste             | Équipe              | Temps           |
| - | -------------------- | ------------------- | --------------- |
| 1 | Huub Sijen           | Futbol de sobremesa | 5 h 25 min 55 s |
| 2 | Miguel Gual          | UE Sants            | m.t.            |
| 3 | Gottfried Weilenmann | DDT Geigy           | m.t.            |

|   | Cycliste             | Équipe     | Temps           |
| - | -------------------- | ---------- | --------------- |
| 1 | Miguel Gual          | UE Sants   | 9 h 42 min 24 s |
| 2 | Joaquim Olmos        | Penya Rhin | m.t.            |
| 3 | Gottfried Weilenmann | DDT Geigy  | + 2 min 55 s    |

### Étape 4. Figueres - Puigcerdà.148,0km
|   | Cycliste          | Équipe        | Temps           |
| - | ----------------- | ------------- | --------------- |
| 1 | Julián Berrendero | Chicles Tabay | 5 h 18 min 22 s |
| 2 | Lucien Vlaemynck  | Formy         | + 3 min 34 s    |
| 3 | Willy Kern        | DDT Geigy     | m.t.            |

|   | Cycliste             | Équipe        | Temps            |
| - | -------------------- | ------------- | ---------------- |
| 1 | Julián Berrendero    | Chicles Tabay | 15 h 05 min 46 s |
| 2 | Joaquim Olmos        | Penya Rhin    | + 9 s            |
| 3 | Gottfried Weilenmann | DDT Geigy     | + 1 min 31 s     |

### Étape 5. Puigcerdà - Manresa.205,0km
|   | Cycliste       | Équipe              | Temps           |
| - | -------------- | ------------------- | --------------- |
| 1 | Miguel Gual    | UE Sants            | 6 h 30 min 08 s |
| 2 | Huub Sijen     | Futbol de sobremesa | m.t.            |
| 3 | Leo Weilenmann | DDT Geigy           | m.t.            |

|   | Cycliste             | Équipe        | Temps            |
| - | -------------------- | ------------- | ---------------- |
| 1 | Julián Berrendero    | Chicles Tabay | 21 h 35 min 54 s |
| 2 | Joaquim Olmos        | Penya Rhin    | + 9 s            |
| 3 | Gottfried Weilenmann | DDT Geigy     | + 1 min 48 s     |

### Étape 6. Manresa - Lleida.212,0km
|   | Cycliste          | Équipe        | Temps           |
| - | ----------------- | ------------- | --------------- |
| 1 | Ignacio Orbaiceta | UE Sants      | 5 h 12 min 20 s |
| 2 | Miguel Gual       | UE Sants      | m.t.            |
| 3 | Julián Berrendero | Chicles Tabay | m.t.            |

|   | Cycliste             | Équipe        | Temps            |
| - | -------------------- | ------------- | ---------------- |
| 1 | Julián Berrendero    | Chicles Tabay | 26 h 48 min 14 s |
| 2 | Gottfried Weilenmann | DDT Geigy     | + 1 min 49 s     |
| 3 | Joaquim Olmos        | Penya Rhin    | + 3 min 20 s     |

### Étape 7. Lleida - Tortosa.203,0km
|   | Cycliste          | Équipe              | Temps           |
| - | ----------------- | ------------------- | --------------- |
| 1 | Pietro Tarchini   | DDT Geigy           | 7 h 01 min 25 s |
| 2 | Huub Sijen        | Futbol de sobremesa | m.t.            |
| 3 | Julián Berrendero | Chicles Tabay       | m.t.            |

|   | Cycliste             | Équipe        | Temps            |
| - | -------------------- | ------------- | ---------------- |
| 1 | Julián Berrendero    | Chicles Tabay | 33 h 49 min 39 s |
| 2 | Gottfried Weilenmann | DDT Geigy     | + 1 min 49 s     |
| 3 | Lucien Vlaemynck     | Galindo       | + 3 min 32 s     |

### Étape 8. Tortosa - Tarragone.242,0km
|   | Cycliste          | Équipe        | Temps           |
| - | ----------------- | ------------- | --------------- |
| 1 | Bernardo Ruiz     | UE Sants      | 8 h 17 min 44 s |
| 2 | Bernardo Capó     | UE Sants      | + 1 s           |
| 3 | Julián Berrendero | Chicles Tabay | + 3 s           |

|   | Cycliste             | Équipe        | Temps            |
| - | -------------------- | ------------- | ---------------- |
| 1 | Julián Berrendero    | Chicles Tabay | 42 h 07 min 26 s |
| 2 | Gottfried Weilenmann | DDT Geigy     | + 4 min 22 s     |
| 3 | Bernardo Capó        | UE Sants      | + 7 min 28 s     |

### Étape 9. Tarragone - Barcelone.148,0km
|   | Cycliste             | Équipe              | Temps           |
| - | -------------------- | ------------------- | --------------- |
| 1 | Pietro Tarchini      | DDT Geigy           | 3 h 00 min 42 s |
| 2 | Gottfried Weilenmann | DDT Geigy           | m.t.            |
| 3 | Huub Sijen           | Futbol de sobremesa | + 4 min 58 s    |

|   | Cycliste             | Équipe        | Temps            |
| - | -------------------- | ------------- | ---------------- |
| 1 | Julián Berrendero    | Chicles Tabay | 46 h 43 min 58 s |
| 2 | Gottfried Weilenmann | DDT Geigy     | + 4 min 18 s     |
| 3 | Bernardo Capó        | UE Sants      | + 7 min 28 s     |

## Classement final
| Pos. | Cycliste                   | Équipe              | Temps            |
| ---- | -------------------------- | ------------------- | ---------------- |
| 1    | Julián Berrendero (ESP)    | Chicles Tabay       | 46 h 43 min 58 s |
| 2    | Gottfried Weilenmann (SUI) | DDT Geigy           | + 4 min 18 s     |
| 3    | Bernardo Capó (ESP)        | UE Sants            | + 7 min 28 s     |
| 4    | Joaquim Olmos (ESP)        | Penya Rhin          | + 8 min 56 s     |
| 5    | Bernardo Ruiz (ESP)        | UE Sants            | + 9 min 02 s     |
| 6    | Lucien Vlaemynck (BEL)     | Formy               | + 11 min 27 s    |
| 7    | Willy Kern (SUI)           | DDT Geigy           | + 16 min 04 s    |
| 8    | Jean Goldschmit (LUX)      | Ovomaltina          | + 21 min 13 s    |
| 9    | Manuel Costa (ESP)         | Penya Rhin          | + 25 min 10 s    |
| 10   | Huub Sijen (NED)           | Futbol de sobremesa | + 34 min 13 s    |

## Classement de la montagne
| Pos. | Cycliste          | Équipe        | Points |
| ---- | ----------------- | ------------- | ------ |
| 1    | Julián Berrendero | Chicles Tabay | 26     |
| 2    | Bernardo Ruiz     | UE Sants      | 15     |
| 3    | Bernardo Capó     | UE Sants      | 8      |